# تسوچیمیکادو سادامیچی

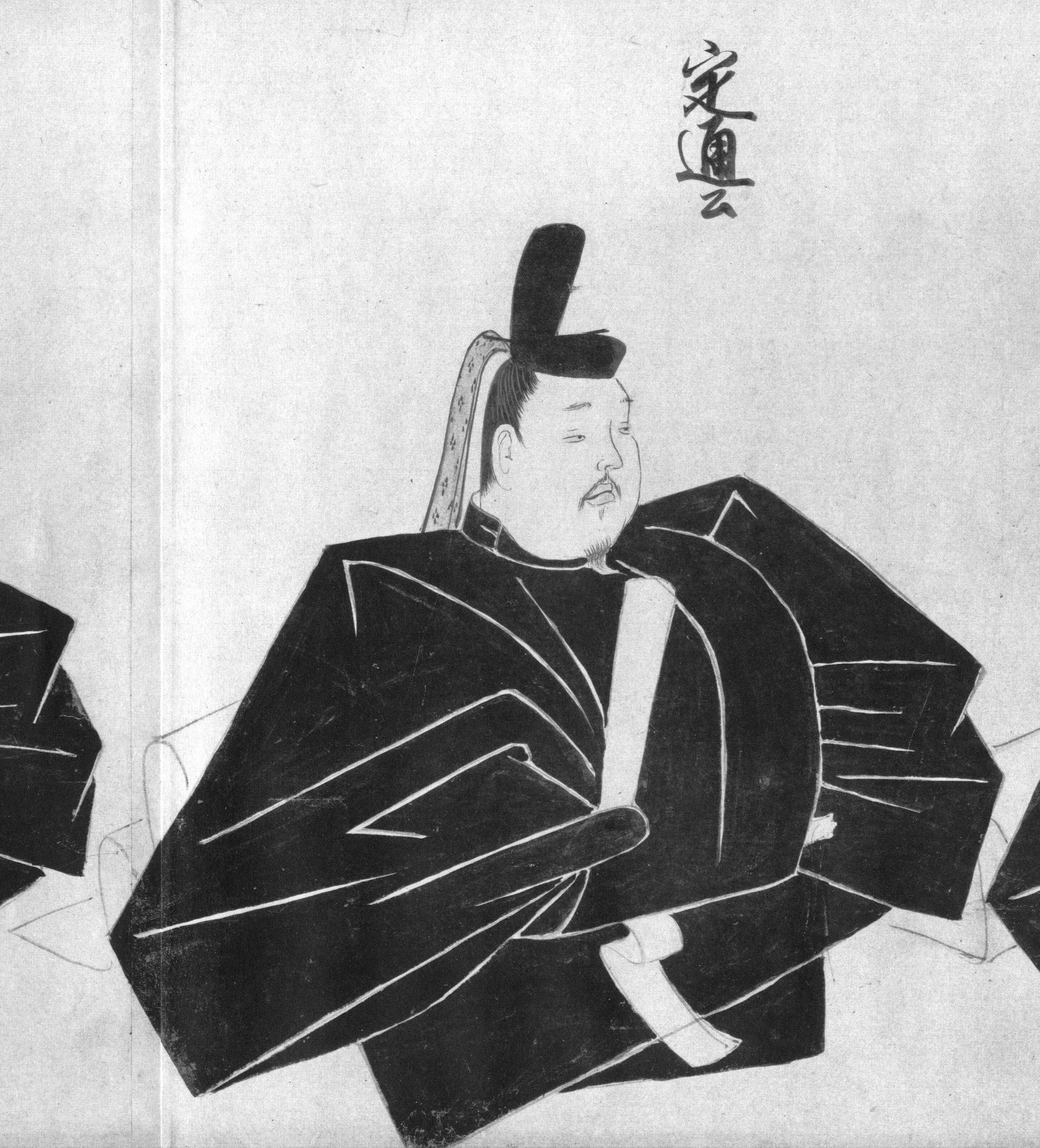
نگاره‌ای با سبک ژاپنی از تسوچیمیکادو سادامیچی

تسوچیمیکادو سادامیچی (به ژاپنی: 土御門 定通 つちみかど さだみち); تولد ۱۱۸۸ - مرگ ۱۲۴۷ - یکی از اشراف درباری در دوره کاماکورا، چهارمین پسر میناموتو نو میچیچیکا و همسر دختر شیکن دوم هوجو یوشیتوکی و همسر اصلی اول او هیمه نو مائه، تاکه دونو بود.
در ابتداتاکه دونو صیغه اوئه چیکاهیرو بود، اما در سال ۱۲۲۱، در طول جنگ جوکیو، چیکاهیرو از قدرت سقوط کرد. پس از طلاق، او با تسوچیمیکادو سادامیچی در کیوتو ازدواج کرد و صیغه او شد. به گفته یوکوکی، او حداکثر تا سال اول تئو (۱۲۲۲) با سادامیچی مزدوج بود. سادامیچی پس از شورش جوکیو و تبعید برادرزاده اش، امپراتور بازنشسته امپراتور گو-ساگا، پایگاه سیاسی خود را از دست داد، لنل به تدریج قدرت را به دست آورد.
برادر زن او، هوجو یاسوتوکی، سمت روکوهارا تاندای را که پس از شورش تأسیس شد، بر عهده گرفت و مسئول نظارت بر کیوتو بود.
پس از مرگ پدرش یوشیتوکی، یاسوتوکی به کاماکورا بازگشت و شیکن سوم شد و برادر بزرگترش هوجو شیگه‌توکی روکوهارا تاندای شد. در سال ۱۲۴۲، زمانی که امپراتور گو-ساگا بر اساس خواسته‌های شوگون سالاری بر سر کار آمد، تاکه دونو به عنوان واسطه بین یاسوتوکی در کاماکورا و سادامیچی در کیوتو خدمت کرد.